# Plebanka (województwo mazowieckie)
Plebanka – wieś w Polsce położona w województwie mazowieckim, w powiecie płockim, w gminie Gąbin.
Wieś wchodzi w skład sołectwa Kępina
W latach 1975–1998 miejscowość administracyjnie należała do województwa płockiego.